# エージェントゲート
株式会社エージェントゲートは東京都千代田区に本社を置く人材派遣とウェブ制作事業を行う企業。

## 概要
代表取締役である緑川大介が2007年トランス・コスモス退社後に設立。
2021年現在は社員数230名で人材事業、クリエイティブ事業（ウェブ制作/動画制作）、システム開発事業、ゴルフレッスン事業を行っている。
女性の転職を支援するメディア「キャリチェン」の運用を行っている。
ウェブサイト制作は中小企業から大企業まで2500サイト以上の構築実績がある。

## 沿革
- 2007年7月　株式会社エージェントゲート設立
- 2015年8月　クリエイティブ事業開始
- 2019年2月　キャリチェンスタート
- 2020年4月　システム開発事業開始
- 2020年10月　ゴルフレッスン事業開始

## 関連会社
- 広告会社　株式会社フォーミュラ
- 人材派遣会社　ネクサージ

## 関連人物
- 祖上仁（執行役員）